# Йохан Енке
Йохан Франц Енке (на немски: Johann Franz Encke) е германски астроном, известен с откриването на първата късопериодична комета.

## Биография
Роден е на 23 септември 1791 година в Хамбург, Германия, в многодетното семейство на лутерански пастор. Баща му умира, когато той е на 4 години. От 1811 до 1812 г. учи математика и астрономия в Гьотингенския университет при Карл Фридрих Гаус. През 1813 г. постъпва като доброволец в артилерията на пруската армия и участва в кампанията срещу Наполеон в Холщайн и Мекленбург. През 1814 Енке възобновява следването си в университета, но след бягството на Наполеон от Елба се завръща в армията. Уволнява се през 1815 с чин лейтенант. През 1816 г. се завръща в университета и публикува своите изчисления върху орбитите на няколко новооткрити астероида. Още същата година, по препоръка на своя учител, Гаус е назначен за асистент в астрономическата обсерваторията близо до Гота.
В обсерваторията Йохан Енке се посвещава на проблемите на небесната механика, изследвайки движението на малките небесни тела. Разработва метод за изчисляване елементите на елиптична орбита въз основа на три последователни наблюдения, който метод и днес се използва от любителите-астрономи, „ловци“ на комети.
През 1819 г. Енке се запознава с данните за комета, открита от френски астрономи предишната година. Резултатите от неговите изчисления са изненадващи – става въпрос за комета с орбитален период от 3,3 години. Перихелият на нейната орбита е по-близко до Слънцето от орбитата на Юпитер, докато афелият е дори по-близко от Меркурий. Открита е първата късопериодична комета, която днес е известна като кометата Енке.
При следващите появявания на тази комета през 1822 г. и 1825 г. се установява закъснение в нейното орбитално движение. Енке правилно обяснява това закъснение с гравитационното въздействие на планетите. Той разработва математически модел за движението на комети във вътрешността на Слънчевата система, привеждайки това движение към система от диференциални уравнения. Още при следващата открита късопериодична комета този модел се проваля. Грешката на Енке е обяснена едва в началото на ХХ век – не е взета предвид постоянната загуба на маса в резултат от изпарението на кометно вещество.
През 1823 г. Енке обобщава данните от наблюденията на транзита на Венера пред Слънцето през 1761 и 1769 г. от различни географски ширини и изчислява, че средното разстояние между Земята и Слънцето е 153.3 милиона километра (съвременните изчисления сочат 149.6 милиона километра).
През 1825 г. Йохан Енке получава покана от пруския крал Фридрих Вилхелм III да оглави Берлинската обсерватория, на който пост остава до края на живота си. Като директор на обсерваторията ръководи построяването на нова сграда в покрайнините на Берлин, която е завършена през 1835 г. Избирайки оборудването на обсерваторията, Енке взема смело и оригинално решение. Той нарушава традицията, създадена от Уилям Хершел, всяка обсерватория да се стреми към колкото се може по-голям рефлекторен телескоп. За Берлинската обсерватория е поръчан 9-инчов рефракторен телескоп, изработен по чертежите на починалия десет години по-рано Йозеф фон Фрауенхофер. Тази оптична схема се използва и днес при масовите любителски телескопи, а в средата на ХІХ век осигурява възможно най-контрастното за онези години изображение.
Изборът на фрауенхоферов рефрактор се оказва сполучлив. С негова помощ започва методично измерване координатите на астрономическите обекти и изработка на нови звездни карти. През 1846 Юрбен Льоверие изпраща в Берлинската обсерватория изчисленията си за местоположението на неизвестна планета. Прецизните звездни карти на Берлинската обсерватория и фрауенхоферовият рефрактор дават възможност на сътрудника в обсерваторията Йохан Готфрид Гал да открие планетата Нептун още в първата нощ след започване на наблюденията. На британските астрономи за същата задача е необходима половин година.
При разрастването на Берлин сградата на обсерваторията попада в гъсто застроената част на града, което прави астрономическите наблюдения невъзможни. Днес на нейното място има площад, наричан от берлинчани Enckeplatz – площадът на Енке.
Енке умира на 26 август 1865 година в Берлин на 73-годишна възраст. Погребан е в гробище Кройцберг в близост до гроба на математика Карл Густав Якоб Якоби.

## Признание и награди
- Член на Шведската кралска академия на науките (1836);
- Почетен член на Американската академия на науките и изкуствата (1949);
- Два пъти носител на златен медал на Кралското астрономическо общество (1824 и 1830);
- Кратерът Енке на Луната е кръстен на него;
- Астероид 9134 Енке е наречен в негова чест.